# Obereopsis montana
Obereopsis montana är en skalbaggsart som beskrevs av Stefan von Breuning 1956. Obereopsis montana ingår i släktet Obereopsis och familjen långhorningar. Inga underarter finns listade i Catalogue of Life.